# پرواز آزمایشی (فیلم)
پرواز آزمایشی (انگلیسی: Test Pilot) فیلمی در ژانر درام به کارگردانی ویکتور فلمینگ است که در سال ۱۹۳۸ منتشر شد.

## بازیگران
- کلارک گیبل
- اسپنسر تریسی
- میرنا لوی
- لیونل باریمور
- ساموئل اس هیندز
- مارجوری ماین
- گلوریا هولدن
- ویرجینیا گری
- پریسیلا لاسون
- فی هولدن
- مری هاوارد
- بایرون فولگر
- چارلز سالیوان
- اِستل اِتر
- لستر دُر